# Lappvattnet (Bjurholms socken, Västerbotten)
Lappvattnet är en sjö  i den del av Bjurholms kommun som ligger i Västerbotten. Den ingår i Öreälvens huvudavrinningsområde. Sjön har en area på 0,0946 kvadratkilometer och ligger 247 meter över havet. Lappvattnet ligger i Åtmyrberget Natura 2000-område.

## Delavrinningsområde
Lappvattnet ingår i det delavrinningsområde (711197-166480) som SMHI kallar för Inloppet i Ottervattnet. Medelhöjden är 252 meter över havet och ytan är 22,61 kvadratkilometer. Det finns inga avrinningsområden uppströms utan avrinningsområdet är högsta punkten. Ottervattsbäcken som avvattnar avrinningsområdet har biflödesordning 2, vilket innebär att vattnet flödar genom totalt 2 vattendrag innan det når havet efter 100 kilometer. Avrinningsområdet består mestadels av skog (73 procent) och sankmarker (14 procent). Avrinningsområdet har 0,17 kvadratkilometer vattenytor vilket ger det en sjöprocent på 0,8 procent.